# Gordon Lightfoot
Gordon Meredith Lightfoot Jr. (17. listopadu 1938 Orillia – 1. května 2023 Toronto) byl kanadský písničkář a skladatel. Jeho písně natočily desítky hvězd, jako například Elvis Presley, Johnny Cash či Marty Robbins. Za jeho největší hity jsou považovány písně If you could read my mind, Carefree highway, Rainy day people, Early morning rain a The wreck of the Edmund Fitzgerald (o potopení lodi Edmund Fitzgerald). Má hvězdu na Kanadském chodníku slávy.

## České cover verze
- A Tree Too Weak to Stand – Jablůňka (František Nedvěd), Vánoční (Michal Tučný a Fešáci)
- Early Morning Rain – Dálnice č. 5 (Minnesengři / Žalman & spol.), Ranní déšť (Wabi Daněk), Z nebe padá ranní déšť (Pavel Bobek)
- For Lovin' Me – Jako ptáci (Stopa), Co z lásky máš (Wabi Daněk)
- If You Could Read My Mind – Devatenáct (František Nedvěd), Malíř (Nezmaři), Tím víc tě mám rád (Karel Zich), Kdybys jen mohla číst v mé mysli (Martin Žák)
- If Children Had Wings – Křídla (František Nedvěd)
- I'm Not Supposed to Care – Tvou vůni stále znám (František Nedvěd)
- Long River – Řeka (Luboš Hrdlička / Nezmaři)
- Rainy Day People – Kočovní herci (František Nedvěd), Víš co ti sluší (Michal Tučný a Fešáci)
- Ribbon of Darkness – Nečekej už dál (Michal Tučný a Greenhorns)
- Steel Rail Blues – Čím jezdí láska (Tomáš Linka a Fešáci)
- Sundown – Řemeslo (František Nedvěd)
- Waiting for You – Třetí pokus (František Nedvěd)
- Your Love's Return – Svatební (František Nedvěd)
- Cherokee Bend – Cherokee Bill (František Nedvěd)
- Protocol – Protokol (František Nedvěd)
- All the Lovely Ladies – Sním o něžných dívkách (Martin Žák)
- Don Quixote – Don Quijote (Martin Žák)
- Home From the Forest – Zpátky domů (Martin Žák)
- I’ll Prove My Love – Kluk a psík (František Nedvěd), Dokážu svou lásku (Martin Žák)
- Miguel – Miguel (Martin Žák)
- Rich Man’s Spiritual – Spirituál boháče (Martin Žák)
- Sixteen Miles – Čtrnáct mil (Martin Žák)
- The Gypsy – Stará cikánka (Martin Žák)
- The House You Live In – Dům, co teď stavíš (Martin Žák)
- The Wreck Of The Edmund Fitzgerald – Ztroskotání lodi Edmund Fitzgerald (Martin Žák)
- Too Late For Prayin’ – Příliš pozdě na to, se modlit (Martin Žák)
- Walls – Zdi (Martin Žák)
- Welcome To Try – Můžeš to zkusit (Martin Žák)